# Úsov
Úsov là một thị trấn thuộc huyện Šumperk, vùng Olomoucký, Cộng hòa Séc.